# Theophilus Hermelates
Theophilus Hermelates, auch Theophil Freytag, († 31. Dezember 1537 in Hamburg) war ein Gelehrter und erster Rektor des Johanneums in Hamburg.
Johannes Freder, der damals Konrektor des Johanneums war, nannte ihn 1537 in einem Gedicht zum Lob Hamburgs Gotfridus Hermelatus (also Gottfried). Auch in einer Urkunde von 1546 wird er Godfridus genannt. Seine aus Brabant stammende Witwe, die nach seinem Tod eine weitere Ehe einging, nannte ihn in ihrem Testament 1575 Magister Theophilus Frydag. Hermann Hamelmann nennt ihn 1586 Theophilus Hollandus, so dass er wahrscheinlich aus den Niederlanden kam und ursprünglich Gottfried Freitag (in heutiger Schreibweise) hieß. Der Name Hermelates stammt möglicherweise vom Ort seiner Herkunft (Harmelen ?) oder kommt vom Griechischen Harmelates (Wagenlenker).
Über seine Herkunft und Ausbildung ist wenig bekannt. In Wittenberg scheint er nicht studiert zu haben, da aus einem Brief von Philipp Melanchthon an ihn vom Januar 1532 hervorgeht, dass er ihn damals noch nicht persönlich kannte. Er begleitete den Reformator Johannes Bugenhagen von Hamburg zu einer Disputation am 8. April 1529 in Flensburg und wird als Magister bezeichnet. Er war damals schon als Gelehrter bekannt und geachtet, hatte gute Griechisch- und Hebräisch-Kenntnisse und war für elegante und geistreiche lateinische Verse bekannt. Er wurde im Mai 1529  der erste Rektor des Johanneums, einer Lateinschule, die Bugenhagen im Johanniskloster in Hamburg eröffnete. Damals muss er schon in fortgeschrittenem Alter gewesen sein, denn 1534 wurde ihm sein bisheriger Konrektor Matthäus Delius adjungiert und 1537 ging er in den Ruhestand, begleitete aber noch seinen Schüler, den späteren Dichter und Dramatiker Heinrich Knaust, zur Immatrikulation an der Universität Wittenberg. Bald darauf starb er.